# Am Klagesmarkt 17

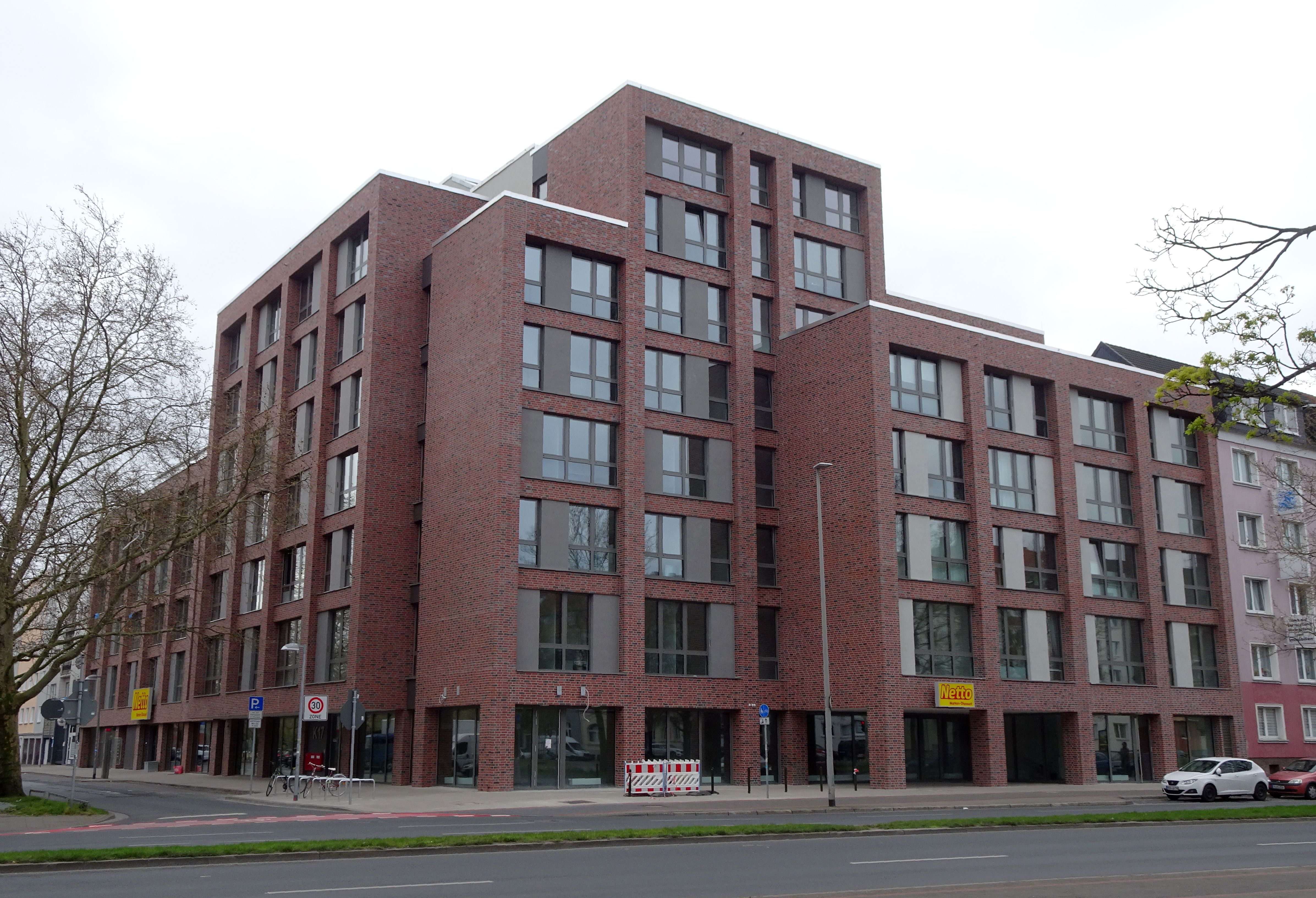
Am Klagesmarkt 17 als "nanos" Mikroappartments, April 2020

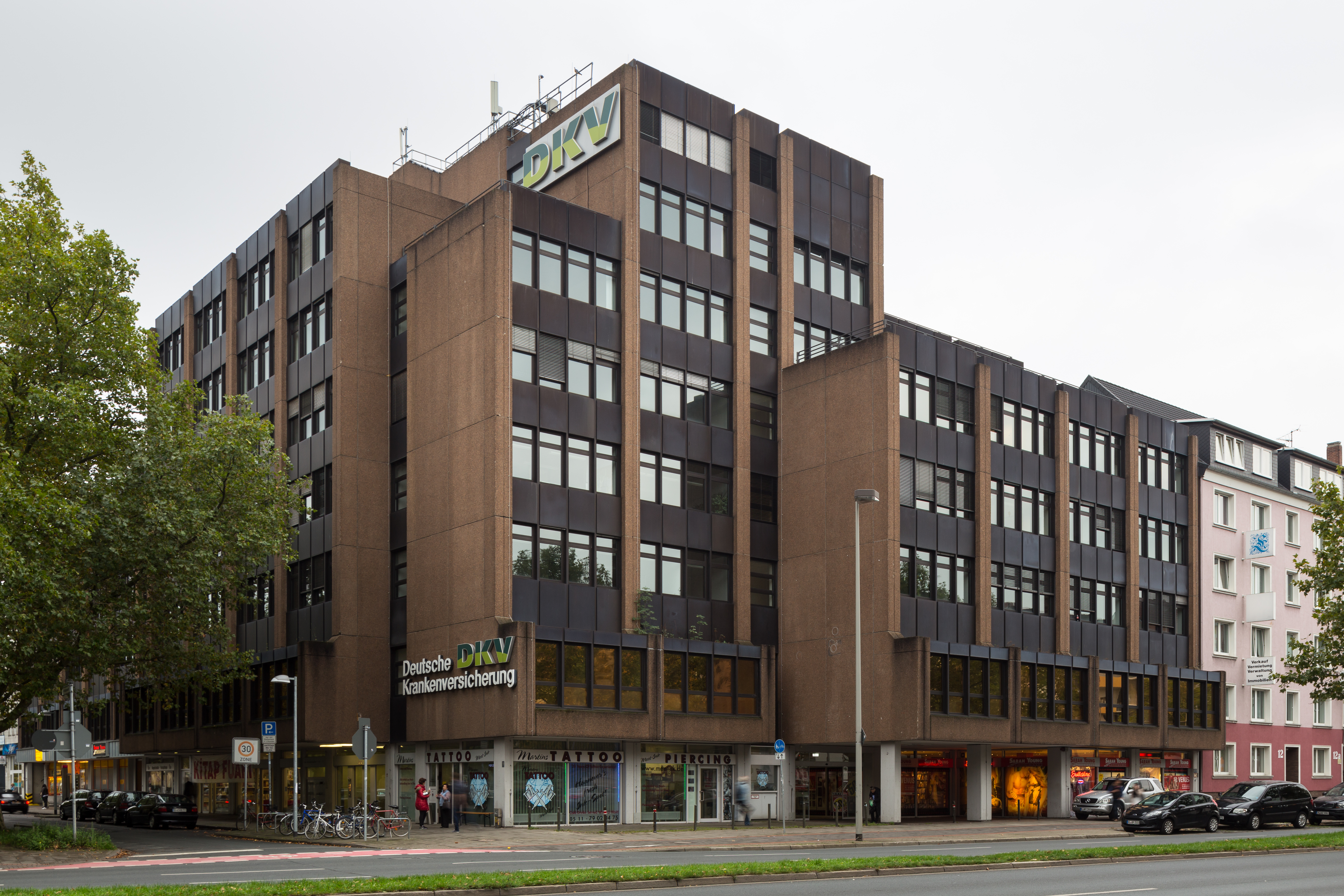
Mit bräunlichen Waschbeton verschalt als Verwaltungsgebäude der DKV Deutsche Krankenversicherung im Oktober 2015

Am Klagesmarkt 17 in Hannover, Stadtteil Hannover-Mitte, ist ein Mitte der 1970er Jahre errichtetes ehemaliges Büro- und Geschäftsgebäude am Klagesmarkt direkt am City-Ring Ecke Schlosswender Straße, das unter dem Projekttitel „nanos – minimal maximal wohnen“ zu einem innerstädtischen Studentenwohnheim umgestaltet wurde.

## Geschichte und Beschreibung
„Das markante Eckgebäude“ mit seinen 7 Stockwerken und zwei Untergeschossen für Automobil-Parkplätze wurde ursprünglich ab 1975 und bis 1976 als Neubau für die Verwaltung der DKV Deutsche Krankenversicherung errichtet. Architekten des 1970er-Stahlbeton-Skelettbaus war die nach einem Architektenwettbewerb gefundene Planungsgruppe für Hoch- und Städtebau Gustav Schröder, Jan Peters, Hans Uhlenbusch und Karl Otto Sander mit Sitz in Hannover. Sie konzipierten das 7-geschossige, um verschiedene Innenhöfe zwei- bis dreibündig gestaffelte Gebäude mit innenliegenden Treppenhäusern im Kernbereich. Dem Stahlbetonskelettbau hängten sie eine dunkelbraun eloxierte Aluminium-Fassade vor. Der bauliche Schwerpunkt orientierte sich dabei in Richtung des vorgelagerten Brunnenplatzes mit dem sogenannten Klagesmarktbrunnen.
Die DKV als Bauherrin nutzte den Großteil des Gebäudes viele Jahre für die eigene Verwaltung, während im Erdgeschoss ein Verbrauchermarkt untergebracht war. Vor der Umgestaltung der Gesamtnutzfläche von rund 9060 m² war das Gebäude zu circa 95 % vermietet, darunter an das Land Niedersachsen sowie die Leibniz Universität Hannover.
2016 verkaufte die MEAG als Vermögensverwalterin der Versicherer Münchener Rück und Ergo die Immobilie an die Gesellschaft für Bauen und Wohnen Hannover (GBH), die auch als Immobiliendienstleister unter der Marke hanova auftritt. Die GBH plante von Anfang an die Umnutzung von Büroflächen in zusätzlichen Wohnraum für junge Menschen wie Auszubildende und insbesondere Studenten, zumal das Gebäude schräg gegenüber der Christuskirche in unmittelbarer Nähe zur Leibniz Universität gelegen ist. Mit der Umgestaltung setzte die GBH zugleich ihr langjähriges Engagement in der „Willkommenskultur für internationale Studierende“ der Landeshauptstadt Hannover fort.
Bei Umbaukosten von rund 20 Millionen Euro sollen auf einer Gesamtwohnfläche von 4729 m² insgesamt 98 „Mikroappartments“ realisiert werden, 15 davon behindertengerecht, mit einer Fläche von jeweils rund 26 m² inklusive eingebauter Pantryküche.
In Zusammenarbeit mit der MBN Bau AG als Bauunternehmen, das für den Auftrag eine Logistik auf engstem Raum bewerkstelligen musste, soll nach der Entkernung und umfangreichen Schadstoffsanierungen neben einer schnellstmöglichen Wiederherstellung der Räumlichkeiten des Verbrauchermarktes. Zudem sind im Erdgeschoss Versorgungseinrichtungen wie Backshop, Waschsalon und Ausstellungsflächen geplant. Nachdem zunächst mit einer Fertigstellung des neuen Baukörpers im Sommer 2019 gerechnet worden war, wurde später eine Fertigstellung zum Ende 2019 angekündigt.
Der kubisch untergliederte Baukörper nimmt in seiner Fassade und seiner Farbgebung Bezug auf die gegenüberliegende Christuskirche.